# Way Out
Way Out — третий сингл с девятого студийного альбома Charm School шведской поп-рок-группы Roxette, выпущенный 10 июня 2011 года.
С учётом того, что вторым синглом с альбома во всем мире стала песня «Speak To Me», сингл «Way Out» был выпущен как официальный второй сингл в Германии, Австрии и Испании.

## Список композиций

### Цифровой релиз
Дата выхода: 10 июня 2011 года в Германии и Австрии. Ожидается также выход «Way Out» в качестве второго сингла в Испании, однако дата релиза пока не известна.
1. «Way Out»
2. «Crash! Boom! Bang! / Anyone» (Live Forest National, Брюссель, 22 октября 2001 года)

### 7"винил
Изначально планировалось выпустить сингл на 7" виниловой пластинке (планируемая дата выхода: 10 июня 2011 года), однако после выхода 7" сингла «Speak To Me» было принято решение выпустить «Way Out» на CDS.

## Видеоклип
Съёмки видеоклипа проходили в первой половине мая 2011 года в Кейптауне, ЮАР. Впервые запись была показана по немецкому телевидению, а также на сайте шведской газеты «Aftonbladet» в четверг 26 мая 2011 года. видео